# 庆岭镇 (蛟河市)
庆岭镇位于吉林省吉林市蛟河市，是东北较大的花岗岩原料基地之一，花岗岩探明储量为2.8亿立方米。非常有名的“活鱼一条街”以当地水产品为特色的饮食街，有100多家专门经营庆岭活鱼的餐馆，被称为“中国鱼餐第一街”。 

## 行政区划
天岗镇下辖以下地区：
天南社区、新开河村、伙棚沟村、中兴村、联江村、丰收村、杨木沟村、葡萄沟村、靠江村、庆岭村、解放村、和平村、五丰村和新华村。